# Дельта Змееносца
Дельта Змееносца (англ. Delta Ophiuchi, δ Oph), также называемая Yed Prior, —
звезда в созвездии Змееносца. Образует визуальную двойную звезду с Эпсилоном Змееносца (Yed Posterior). Видимая звёздная величина равна 2,75, благодаря чему звезда доступна для наблюдения невооружённым глазом и является четвёртой по яркости звездой созвездия Змееносца. Измерения параллакса, проведённые телескопом Hipparcos, дали оценку расстояния до звезды около 171 светового года (Эпсилон Змееносца находится на расстоянии около 108 световых лет).

## Название
δ Змееносца — обозначение Байера для данной звезды.
Традиционное название звезды Yed Prior. Yed происходит от арабского Yad, означающего «ладонь». Дельта и Эпсилон Змееносца представляют левую ладонь Змееносца, держащую голову змеи. Дельта названа Yed Prior, поскольку опережает Эпсилон при движении по небосводу. В 2016 году Международный астрономический союз создал рабочую группу по именованию звёзд (WGSN), каталогизации и стандартизации собственных названий звёзд. WGSN утвердила название Yed Prior для Дельты Змееносца 5 октября 2016 года.
Дельта Змееносца входит в состав астеризма al-Nasaq al-Yamānī, «Южной линии» из al-Nasaqān, «Двух линий», вместе с Альфой Змеи, Дельтой Змеи, Эпсилоном Змеи, Эпсилоном Змееносца, Дзетой Змееносца и Гаммой Змееносца.
На китайском языке 天市右垣 (Tiān Shì Yòu Yuán) относится к правой границе астеризма, представляющего одиннадцать древних государств на территории Китая, граница состоит из Дельты Змееносца, Беты Геркулеса, Гаммы Геркулеса, Каппы Геркулеса, Гаммы Змеи, Беты Змеи, Альфы Змеи, Дельты Змеи, Эпсилона Змеи, Эпсилона Змееносца и Дзеты Змееносца. Дельта Змееносца известна как 天市右垣九 (Tiān Shì Yòu Yuán jiǔ, англ. the Ninth Star of Right Wall of Heavenly Market Enclosure), представляет государство Liang (梁).

## Свойства
Дельта Змееносца принадлежит спектральному классу M0.5 III, представляет собой красный гигант с расширившейся оболочкой после исчерпания запасов водорода в ядре. Измеренный угловой диаметр звезды после поправки за потемнение к краю составляет 10.47 ± 0.12 мсд При известной оценке расстояния линейный радиус звезды равен 59 радиусам Солнца. Несмотря на большие размеры, масса Дельты Змееносца превышает массу Солнца всего в 1,5 раза, что означает малую плотность звезды. Эффективная температура внешних слоёв атмосферы сравнительно мала, 3679 K, что соответствует красно-оранжевому цвету звезды спектрального класса M.
Звезда включена в список предположительно переменных звёзд, меняющих видимый блеск на 0.03 звёздной величины. Проекция скорости вращения составляет 7,0 км с−1, что является минимальной оценкой азимутальной скорости на экваторе звезды. Содержание элементов, отличных от водорода и гелия, называемое металличностью, более чем вдвое превышает содержание таких элементов в фотосфере Солнца.
Звезда обладает высокой оптической линейной поляризацией, растущей от красного до синего излучения и проявляющей некоторую переменность, приписываемую либо асимметричному распределению частиц пыли в оболочке, сброшенной звездой, либо наличию фотометрических горячих пятен.